# 团林乡 (昌黎县)
团林乡，是中华人民共和国河北省秦皇岛市昌黎县下辖的一个乡镇级行政单位。

## 行政区划
团林乡下辖以下地区：
潮河村、赤洋口一村、赤洋口二村、赤洋口三村、赤洋口四村、牛官营一村、牛官营二村、牛官营三村、王官营村、苟庄子村、瓦子坨村、聂庄村、团林东村、李庄村、小庄子村、团林中村、团林西村、大韩庄村、小韩庄村、坨上村、贾河北村、侯里村和冯庄子村。